# San Pedro Sacatepéquez

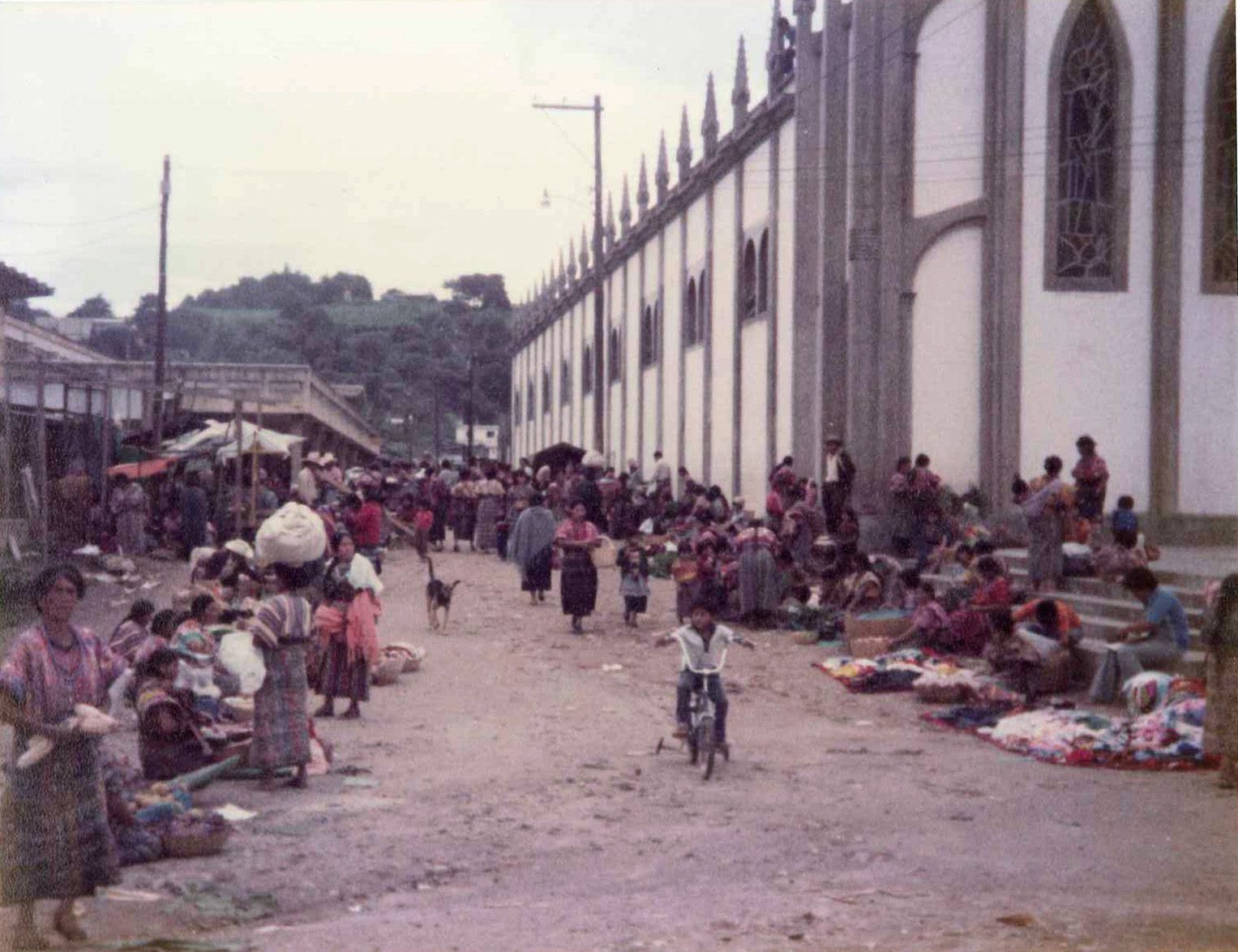
A área do mercado de San Pedro Sacatepequez, Guatemala

San Pedro Sacatepéquez é uma cidade da Guatemala do departamento de Guatemala.